# Hanabbunin Naepyeon
Hanabbunin Naepyeon (hangul: 하나뿐인 내편) južnokorejska je televizijska serija. Glavne uloge su igrali Choi Soo-jong, Uee, Lee Jang-woo, Yoon Jin-yi, Jung Eun-woo, Na Hye-mi i Park Sung-hoon.

## Uloge
- Choi Soo-jong – Kang Soo-il
- Uee – Kim Do-ran
- Yoon Jin-yi – Jang Da-ya
- Na Hye-mi – Kim Mi-ran
- Park Sung-hoon – Jang Go-rae

## Vanjske poveznice
- Službena stranica